# 18 février aux Jeux olympiques d'hiver de 2014
Pour un article plus général, voir Jeux olympiques d'hiver de 2014.
Le mardi 18 février aux Jeux olympiques d'hiver de 2014 est le treizième jour de compétition.

## Programme
| Heure UTC+4 (Sotchi)                          |               |
| bleu                                          | Cérémonie     |
| neutre                                        | Épreuve       |
| or                                            | Finale        |
| orange                                        | Petite finale |
| rose                                          | Reporté       |
| gris                                          | Annulé        |
| Compétition masculine                         | Hommes        |
| Compétition féminine                          | Femmes        |
| Compétition mixte (hommes et femmes mélangés) | Mixte         |
| Compétition en couple (1 homme et 1 femme)    | Couple        |
| modifier                                      |               |

| Horaire | Discipline Spécialité | Discipline Spécialité                      | Discipline Spécialité | Phase                            | Résultats                                              | Références |
| ------- | --------------------- | ------------------------------------------ | --------------------- | -------------------------------- | ------------------------------------------------------ | ---------- |
| 09:00   |                       | Curling                                    | Compétition hommes    | Jeu décisif                      | 5-6                                                    | -          |
| 09:30   |                       | Ski alpin Slalom géant (Première manche)   | Compétition femmes    | Manche de qualification          | -                                                      | -          |
| 10:30   |                       | Snowboard Cross (1/8e, 1/4 et 1/2 finales) | Compétition hommes    | Manche de qualification          | -                                                      | -          |
| 11:18   |                       | Snowboard Cross                            | Compétition hommes    | Finale                           | Pierre Vaultier · Nikolay Olyunin · Alex Deibold       | -          |
| 12:00   |                       | Hockey sur glace                           | Compétition hommes    | Manche éliminatoire              | 4-0                                                    | -          |
| 12:00   |                       | Hockey sur glace                           | Compétition femmes    | Match de classement 7e/8e places | 3-2                                                    | -          |
| 13:30   |                       | Combiné nordique Individuel K125 + 10 km   | Compétition hommes    | Manche de compétition            | -                                                      | -          |
| 13:30   |                       | Short-track 1 000 m                        | Compétition femmes    | Éliminatoires                    | -                                                      | -          |
| 14:15   |                       | Short-track 500 m                          | Compétition hommes    | Éliminatoires                    | -                                                      | -          |
| 14:30   |                       | Ski alpin Slalom géant (Deuxième manche)   | Compétition femmes    | Finale                           | Tina Maze · Anna Fenninger · Viktoria Rebensburg       | -          |
| 14:45   |                       | Biathlon 15 km Départ groupé               | Compétition hommes    | Finale                           | Emil Hegle Svendsen · Martin Fourcade · Ondřej Moravec | -          |
| 14:54   |                       | Short-track Relais 3 000 m                 | Compétition femmes    | Finale                           | Corée du Sud · Canada · Italie                         | -          |
| 16:00   |                       | Combiné nordique Individuel K125 + 10 km   | Compétition hommes    | Finale                           | Jørgen Graabak · Magnus Hovdal Moan · Fabian Rießle    | -          |
| 16:30   |                       | Hockey sur glace                           | Compétition hommes    | Manche éliminatoire              | 4-0                                                    | -          |
| 16:30   |                       | Hockey sur glace                           | Compétition femmes    | Match de classement 5e/6e places | 4-0                                                    | -          |
| 17:00   |                       | Patinage de vitesse 10 000 m               | Compétition hommes    | Finale                           | Jorrit Bergsma · Sven Kramer · Bob de Jong             | -          |
| 17:45   |                       | Ski acrobatique Halfpipe                   | Compétition hommes    | Qualifications                   | -                                                      | -          |
| 19:15   |                       | Bobsleigh Bobsleigh à 2 - Manches 1 & 2    | Compétition femmes    | Manche de compétition            | -                                                      | -          |
| 21:00   |                       | Hockey sur glace                           | Compétition hommes    | Manche éliminatoire              | 5-3                                                    | -          |
| 21:00   |                       | Hockey sur glace                           | Compétition hommes    | Manche éliminatoire              | 1-3                                                    | -          |
| 21:30   |                       | Ski acrobatique Halfpipe                   | Compétition hommes    | Finale                           | David Wise · Mike Riddle · Kevin Rolland               | -          |

## Médailles du jour
| Rang  | Nation             | Or | Argent | Bronze | Total |
| ----- | ------------------ | -- | ------ | ------ | ----- |
| 1     | Norvège            | 2  | 1      | 0      | 2     |
| 2     | Pays-Bas           | 1  | 1      | 1      | 3     |
| -     | France             | 1  | 1      | 1      | 3     |
| 4     | États-Unis         | 1  | 0      | 1      | 2     |
| 5     | Slovénie           | 1  | 0      | 0      | 1     |
| -     | Corée du Sud       | 1  | 0      | 0      | 1     |
| 7     | Canada             | 0  | 2      | 0      | 2     |
| 8     | Russie             | 0  | 1      | 0      | 1     |
| -     | Autriche           | 0  | 1      | 0      | 1     |
| 10    | Allemagne          | 0  | 0      | 2      | 2     |
| 11    | République tchèque | 0  | 0      | 1      | 1     |
| -     | Italie             | 0  | 0      | 1      | 1     |
| Total | Total              | 7  | 7      | 7      | 21    |